# Totalul solidelor dizolvate

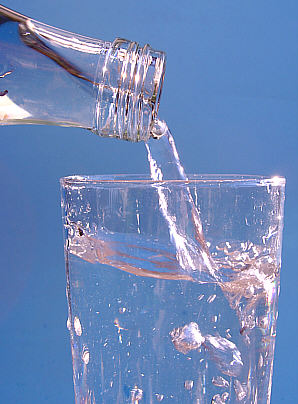
Apa minerală îmbuteliată conține, de obicei, niveluri mai ridicate TDS decât apa de la robinet

Totalul solidelor dizolvate (TDS) este o măsurătoare a conținutului combinat al tuturor substanțelor anorganice și organice conținute într-un lichid aflat sub formă moleculară, ionizată sau de micro-granule suspendate (coloidale de sol). În general, definiția operațională este că solidele trebuie să fie suficient de mici pentru a supraviețui filtrarării printr-un filtru cu pori de 2 micrometri (dimensiunea nominală, sau mai mici). Totalul solidelor dizolvate sunt de obicei considerate, numai pentru sistemele de apă dulce, deoarece salinitatea include unii dintre ionii ce constituie definiția totalului solidelor dizolvate. Principala utilizare a unui TDS este în studiul de calitate al apei pentru pârâuri, râuri și lacuri, deși solidele dizolvate nu sunt în general considerate ca fiind poluanți primari (de exemplu, nu sunt considerați a fi asociați cu efecte asupra sănătății), ci sunt utilizați ca o indicație a caracteristicilor estetice ale apei potabile și ca un indicator de ansamblu a prezenței unei game largi de contaminanți chimici.
Sursele primare pentru solidele dizolvate din apele reziduale sunt deșeurile agricole si rezidentiale, apele de multe bogate în lut, scurgerile de contaminare a solului și punctele industriale de poluare a apei, sau stațiile de epurare a apelor uzate. Cei mai frecvenți constituenți chimicali sunt calciul, fosfații, nitrații, sodiu, potasiu și clorul, care se găsesc în nutrienții reziduurilor, în scurgerile apelor pluviale și în cele rezultate din folosirea sării de degrivare pe drumuri în timpul iernii. Chimicalele pot fi cationi, anioni, molecule sau aglomerări de o mie sau mai puține molecule, atât timp cât se formează micro-granule solubile. Elemente mai exotice și nocive de solide dizolvate sunt pesticidele provenite din scurgerile de suprafață. Anumite solide dizolvate naturale apar în urma intemperiilor și din dizolvarea rocilor și solurilor. Statele Unite ale Americii au stabilit un standard neobligatoriu al calității apei de 500 mg/l pentru a asigura gustul apei potabile. (
Totalul solidelor dizolvate sunt diferențiate față de totalul materiilor solide în suspensie (TSS), în care acestea din urmă nu pot trece printr-o sită de 2 micrometri și care încă se află în suspensie pe o perioadă nedeterminată în soluție. Termenul de "solide decantabile" se referă la materialul de orice dimensiune, care nu vor rămâne suspendate sau dizolvate într-un rezervor care nu face obiectul mișcării, și exclude atât TDS cât și TSS. Solidele decantabile pot include particule mari sau molecule insolubile.)

## Măsurare
Cele două principale metode de măsurare a totalui solidelor dizolvate sunt: analiza gravimetrică și conductivitatea. Metoda Gravimetrică este cea mai precisă și implică evaporarea lichidului solvent și măsurarea masei de reziduuri rămase. Această metodă este în general, cea mai bună, deși este consumatoare de timp. Dacă săruri anorganice sunt predominante în totalul solidelor dizolvate, metoda gravimetrică este adecvată.
Conductivitatea electrică a apei este direct legată de concentrația de solide ionizate dizolvate în apă. Ionii din solidele dizolvate în apa, dau apei abilitatea de a conduce curentul electric, care poate fi măsurat cu ajutorul unui conductivimetru sau TDS metru. Când sunt corelate cu măsurători de laborator ale totalului solidelor dizolvate, conductivitatea oferă o valoare aproximativă pentru concentrația acestora, de obicei cu o precizie de 10%.
Relația dintre totalul solidelor dizolvate și conductanța specifică a apei subterane poate fi aproximată prin următoarea ecuație:
TDS = keCE
în care TDS este exprimat în mg/L și CE este conductivitatea electrică în micro-siemens pe centimetru, la 25 °C. Factorul de corelație ke variază între 0,55 și 0.8.

## Implicații practice

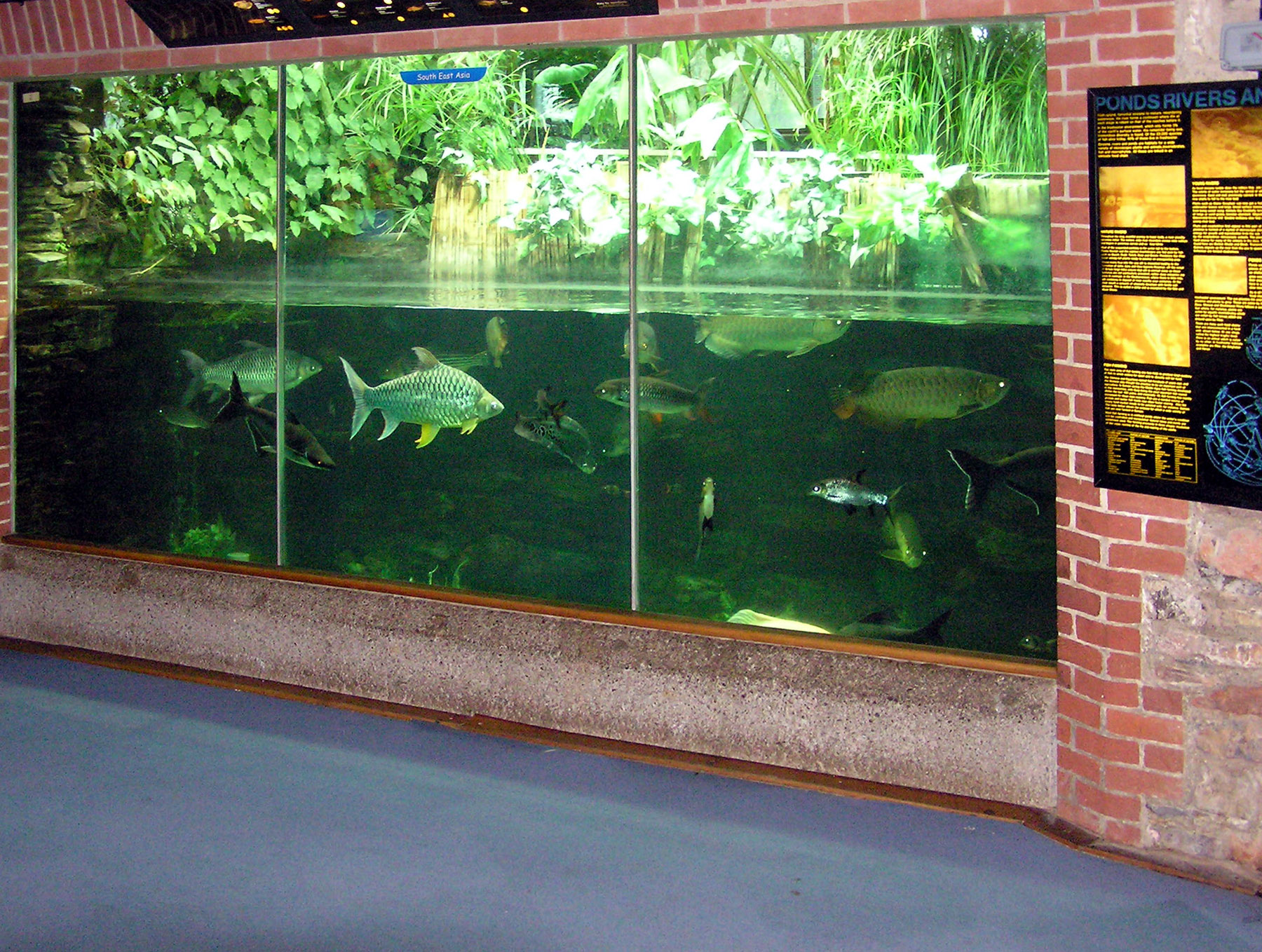
Acvariu de la grădina Zoologică din Bristol, Anglia. Întreținerea filtrelor devine costisitoare, cu TDS mare.

Nivele ridicate ale totalului solidelor dizolvate nu se corelează cu apa dură, deoarece dedurizarea apei nu reduce totalul solidelor dizolvate. Filtrele de dedurizare elimina magneziul și ionii de calciu, elemente care fac ca apa să devină dură, dar acești ioni sunt înlocuiți cu un număr egal de ioni de sodiu sau de potasiu. Acest lucru lasă neschimbat totalul solidelor dizolvate. Apa Dură poate provoacă depuneri calcaroase în conducte, în supape și filtre, reducând performanțele și adăugarea costuri de întreținere sistemului. Aceste efecte pot fi văzute în acvarii, spa-uri, piscine, și în sistemele de tratare a apei prin osmoză inversă. De obicei, în aceste aplicații, totalul solidelor dizolvate sunt testate în mod frecvent, și membranele filtrante sunt verificate în scopul de a preveni efectele adverse.
În cazul serelor hidroponice și de acvacultură, totalul solidelor dizolvate este adesea monitorizat în scopul de a crea un mediua acvatic de calitate pentru productivitatea organismelor. Pentru stridiile de apă dulce, păstrăv, și alte fructe de mare de mare valoare, cea mai mare productivitate și rentabilitate economică se realizează prin imitarea nivelelor totalului solidelor dizolvate și a pH-ului mediului nativ al fiecărei specii. Pentru utilizări hidroponice, totalul solidelor dizolvate este considerat unul dintre cei mai buni indicatori al disponibilității substanțelor nutritive pentru cultivare plantelor acvatice.
Pentru că pragul acceptabil al criteriului estetic al apei potabile pentru oameni este de 500 mg/l, nu există nici o preocupare generală pentru miros, gust și culoare la un nivel mult mai mic decât este necesar pentru a face rău. O serie de studii au fost efectuate și indică faptul că diferite specii reacționează de la intoleranță până la toxicitate datorită crescute ale totalului solidelor dizolvate. Rezultatele numerice trebuie să fie interpretate cu prudență, deoarece adevărata toxicitate rezultată este legată de anumite componente chimice. Cu toate acestea, informațiile numerice sunt un ghid util pentru natura riscurilor în expunerea organismelor acvatice sau animalelor terestre,  la valori mari ale totalului solidelor dizolvate. Majoritatea ecosistemelor acvatice care implică o faună mixtă de pește, pot tolera nivele TDS de 1000 mg/l.

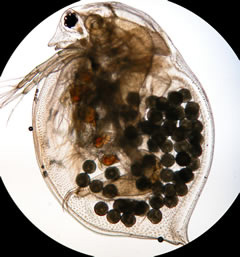
Daphnia magna cu ouă

Pimephales promelas (Daphnia pulex), de exemplu, realizează o concentrație LD50LD50 de 5600 ppm la o expunere de 96 de ore. LD50 este concentrația necesară pentru a produce un efect letal la 50  % populația expusă. Daphnia magna, este un bun exemplu al unui membru primar al lanțului alimentar, este un mic crustaceu de plancton, de aproximativ 0,5 mm în lungime, având o LD50 de aproximativ 10.000 ppm TDS pentru 96 de ore de expunere.
Peștii de reproducere și cei în creștere par a fi mai sensibili la nivele mari ale totalului solidelor dizolvate. De exemplu, s-a constatat că concentrațiile de 350 mg/l ale TDS-lui a redus înmulțirea speciei Striped bass (Morone saxatilis) în San Francisco Bay - regiunea de deltă, iar o concentrație mai mică de 200 mg/l a promovat condiții de înmulțire chiar mai sănătoase. În Râul Truckee, EPA a constatat că juvenile Lahontan cutthroat trout au avut o mortalitate mai mare atunci când au fost expuse la poluare termică combinată cu concentrații mari ale totalului solidelor dizolvate.
Pentru animalele terestre, păsările de curte de obicei, posedă o limita superioară de expunere la un total al solidelot dizolvate de aproximativ 2900 mg/l, în timp ce vacile de lapte au limita superioară la aproximativ 7100 mg/l. Cercetările au arătat că expunerea la TDS este agravată în toxicitate atunci când alți factori de stres sunt prezenți, cum ar fi pH-ul anormal, turbiditate ridicată, sau oxigen dizolvat redus împreună cu factorul de stres anterior, care acționează numai în cazul animalelor.
În țările cu surse de apă consumabilă adesea nesigure/necurate, cum este India, TDS-ul apei potabile este de multe ori verificată de tehnicieni pentru a măsura cât de eficient lucrează dispozitivele lor de RO/Filtarea Apei. În timp ce valorile TDS nu va da un răspuns cu privire la cantitatea de microorganisme prezente într-o mostră de apă, ele pot da o bună aproximare cu privire la eficiența filtrului, funcție de cât de multe solide dizolvate sunt prezente.

## Clasificarea apei
Apa poate fi clasificată în funcție de nivelul TDS din apă astfel:
- Apă proaspătă: mai puțin de 500 mg/L TDS=500 ppm
- Apă sărată: 500 la 30.000 mg/L TDS=500-30 000 ppm
- Apă salină: 30.000 la 40.000 mg/L TDS=30 000-40 000 ppm
- Hipersărată: mai mult de 40.000 mg/L TDS>=40 000 ppm